# José María Muñiz
José María Muñiz (* 16. Mai 1956 in Montevideo) ist ein ehemaliger uruguayischer Fußballspieler.

## Karriere

### Verein
Mittelfeldakteur Muñiz stand in den Jahren 1975 und 1976 in Reihen Nacional Montevideos in der Primera División. 1981 schloss er sich dem Racing Club in Argentinien an, für den er in jenem Jahr in 17 Partien auflief, ohne dabei einen persönlichen Torerfolg verzeichnen zu können. Im Anschluss daran verließ er den Klub. Weitere Karrierestation waren im Laufe seiner Karriere die uruguayischen Vereine Club Atlético Rentistas und Rampla Juniors, Jorge Wilstermann in Bolivien, Vasco da Gama in Brasilien und 1984 Universidad Católica in Ecuador. 1986 beendete er seine aktive Karriere.

### Nationalmannschaft
Muñiz gehörte der uruguayischen U-20-Nationalmannschaft an, die 1975 an der Junioren-Südamerikameisterschaft in Peru teilnahm und den Titel gewann. Im Verlaufe des Turniers wurde er von Trainer Walter Brienza in sechs Spielen eingesetzt. Dabei erzielte er zwei Treffer. Er war auch Mitglied der A-Nationalmannschaft Uruguays, für die er zwischen dem 25. Februar 1976 und dem 24. November 1976 acht Länderspiele absolvierte. Ein Länderspieltor schoss er nicht. Allerdings verorten andere Quellen drei weitere Länderspiele im Jahr 1977, als er zudem mit Uruguay die Copa Artigas gewann und demnach letztmals am 23. Januar 1977 für die „Celeste“ auflief. Ebenfalls kam er bei der Copa del Atlántico 1976 zum Zug.

### Erfolge
- U-20-Südamerikameister: 1975
- Copa Artigas: 1977

## Nach der Karriere
„Negro“ Muñiz betrieb mindestens im Jahr 2010 ein Grillrestaurant im Norden der ecuadorianischen Hauptstadt Quito. Zu jenem Zeitpunkt lebte der mit Mónica Verdesoto verheiratete Uruguayer bereits seit 24 Jahren in dem Andenstaat.